# Mara Green
Mara Green (McDonough, 19 aprile 1994) è una pallavolista statunitense, di ruolo centrale.

## Biografia
Figlia di Cawanda e Michael Green, nasce a McDonough, in Georgia. Ha un fratello. Si diploma nel 2012 alla Eagle's Landing Christian Academy e in seguito studia sociologia alla Florida State University.

## Carriera

### Club
La carriera di Mara Green inizia nei tornei scolastici della Georgia, giocando per l'ELCA. In seguito entra a far parte della squadra di pallavolo femminile della Florida State, partecipando alla NCAA Division I dal 2012 al 2016, saltando tuttavia l'edizione 2014 del torneo. 
Nella stagione 2017-18 firma il suo primo contratto professionistico col Kuusamon, nella Lentopallon Mestaruusliiga finlandese, dove gioca anche nella stagione seguente, difendendo però i colori dell'Hämeenlinnan.